# بيلي ميليغان (مخرج)
بيلي ميليغان (بالإنجليزية: Billy Milligan)‏ هو مخرج أمريكي، ولد في 14 فبراير 1955 في ميامي بيتش في الولايات المتحدة، وتوفي في 13 ديسمبر 2014 في كولومبوس في الولايات المتحدة بسبب سرطان.

## حياته
ولد ويليام ستانلي ميليغان في الرابع عشر من فبراير عام 1955، المعروف أيضاً بـ بيلي ميليغان. كان بيلي الطفل الثاني من بين ثلاثة لوالديه، أمه ”دوروثي ميليغان“ وأبيه ”جوني موريسون“ الذي كان مقامراً ومدمناً على الكحول، وخلال طفولته رأى بيلي والده يحاول الانتحار مرتين، الأولى بابتلاع حبوب منومة مع الويسكي لكنه فشل، إلا أنه نجح في المرة الثانية حيث أقدم على الانتحار اختناقاً بواسطة أول اكسيد الكربون، بعد انتحار والده عادت والدة بيلي إلى أوهايو حيث تزوجت زوجها السابق الذي كانت معه قبل أن تتركه وتنتقل إلى ميامي حيث التقت بجوني. لكن لم يدم زواجهما سوى عام واحد. التقت دوروثي فيما بعد بـ”كالمر ميليغان“، الذي كان لديه ابنتين من زوجته السابقة، إحداهما بعمر بيلي والأخرى ممرضة، وتزوجا بعد سنة من لقائهما، وفقاً للتقارير النفسية، كان زوج والدته يعتدي عليه جنسياً وإن حاول مقاومته قام بتعذيبه بدفنه حياً أو تعليقه من أصابع يديه وقدميه. لكنه أنكر كل هذه الادعاءات لذلك لم يُتهم بأيٍّ منها، أدت هذه الاعتداءات إلى انشقاق شخصية بيلي حسب رأي الأطباء النفسيين، أصبح يقع بالمشاكل في كل مكان، وفيما بعد قام والداه بإيداعه في مصحٍّ عقلي حيث تم تشخيصه بالعصاب الهستيري قام المصح بطرده بعد ثلاثة أشهر بسبب سلوكه السيء، وفيما بعد طرد أيضاً من المدرسة الثانوية، فالتحق بقوات البحرية، لكنهم سرحوه من الخدمة بعد شهر واحد لأنه لم يتأقلم مع حياة البحرية في نفس السنة قام بيلي وصديقه بتوصيل بعض الفتيات معهما في السيارة، وبعد بضعة أيام اتهمتهما إحداهما باغتصابها، ادعيا أن المرأة كانت مومس وأنهما لم يدفعا لها. أما القاضي فوجد بيلي مذنباً وتم إرساله إلى مخيم زانيسفيل الاصلاحي للشباب لمدة 6 أشهر، بعد إطلاق سراحه بدأت شخصياته بالظهور، وعمل كحارس أمن لتاجر أسلحة ومخدرات. وفي أواخر عام 1974 اقترب منه رجلان يرتديان ملابس نسائية في محطة استراحة حيث قام بضربهما وأخذ حقائبهما ساعد بيلي أيضاً في التخطيط لسرقة متجر للأدوية في لانكستر في أوائل عام 1975. لكن ليس بوقت طويل بعدها ألقت شرطة لانكستر القبض عليه حيث اعترف بقيامه بسرقة الرجلين والمتجر تم إرساله إلى السجن حيث مكث هناك سنتين حتى صدر بحقه اطلاق سراح مشروط في نيسان عام 1977. لاحقاً في نفس العام قام بيلي بالاعتداء على ثلاث طالبات في حرم جامعة أوهايو واغتصابهن. تعرفت إحدى الضحايا على بيلي عن طريق صور المجرمين الموجودة لدى الشرطة، وتم الحصول على بصماته من على سيارة ضحية أخرى. إحدى الضحايا أخبرت المحققين أن المعتدي كان لديه لهجة ألمانية، وأخرى أخبرتهم أنها اعتقدت أنه كان لطيفاً كفاية لتواعده.
استخدم بيلي مسدساً في اعتداءاته وعند تفتيش مسكنه تم العثور على مسدسات وهذا يخالف شروط إطلاق سراحه، أفاد المحقق الذي ألقى القبض على بيلي وأملى عليه حقوقه ”لم أدرِ ما كان يجري بالضبط، لكن شعرت بأنني أتحدث مع شخص مختلف كل مرة، ورد فيما بعد في أحد التقارير النفسية ”استحوذ شاب يوغوسلافي عمره 23 عاماً على وعي ميليغان وقرر أن يقوم بسرقة الناس، لكن قبل أن يتمكن من سرقة أي أحد قامت فتاة مثلية في التاسعة عشر بالتحكم بجسد ميليغان واغتصبت الفتيات لأنها أرادت أن تشعر بالقرب من أحد ما. أما باقي الشخصيات ومن ضمنها بيلي لم تكن لديها أي ذاكرة عما حصل.
قضى الدكتور جورج هاردينغ وهو مدير مستشفى هارندغ في ورثينغتون، أشهراً مع ميليغان وقام بتشخيصه باضطراب تعدد الشخصيات الذي يُعرف في وقتنا الحالي باضطراب الشخصية الانفصامية. كان هذا دليلاً كافياً لإثبات أن ميليغان قام بهذه الجرائم لكن لم يكن مسؤولاً عن أفعاله. وجده القاضي غير مذنب بسبب انعدام أهليته وتم إرساله إلى مركز أثينز للصحة النفسية

## شخصياته
- بيلي أو الشخصية المركزية.

- فيل رجل العصابات
- المعلم وهو أهم الشخصيات التي ساعدت بيلي للنجاح في الإندماج، ومن بين جميع الشخصيات كان هو الوحيد الذي لديه دراية كاملة بأفعال وأفكار باقي الشخصيات.
- تيموثي الذي كان يعمل في محل لبيع الزهور إلى أن صادف رجلاً مثلياً قام بمغازلته ومن وقتها وهو منعزل في عالمه الخاص.
- مارتن الفتى المتكبر القادم من نيويورك.
- شون عمره أربع سنوات وهو أصم.
- بوبي الحالم والذي يريد الذهاب في مغامرة.
- جايسون الذي كان يعتبر بمثابة صمام لتفريغ التوتر بين الشخصيات.
- لي المخادع وصاحب المقالب.
- ستيف منتحل الشخصيات.
- مارك الذي لا يقوم بشيء سوى التحديق بالجدران ما لم يُطلب منه عمل معين.
- صاموئيل اليهودي.
- آبريل التي كانت مهتمة فقط بتدمير زوج والدة بيلي.
- والتر الأسترالي.
- كيفين العقل المدبر للجرائم.
- أدالانا وهي الفتاة المثلية التي قامت باغتصاب الفتيات الثلاث.
- ريغان فادسكوفينش اليوغوسلافي الإشتراكي والذي قام بعمليات السرقة.
- كريستوفر وهو أخو كرستين.
- كرستين ذات الثلاث سنوات.
- ديفيد وعمره ثماني سنوات.
- داني الذي يخاف من الناس وخاصةً الرجال.
- تومي فنان الهروب.
- آلن المتلاعب.
- آرثر الرجل الانجليزي المهذب.